# 张国荣的荣誉和奖项
张国荣的荣誉和奖项，列举张国荣所获得的荣誉和奖项。

## 音樂奖项
| 年份            | 頒發機構                          | 作品                     | 獎項                           | 參與創作     |
| --------------- | --------------------------------- | ------------------------ | ------------------------------ | ------------ |
| 1977年          | 麗的電視亞洲歌唱大賽              | American Pie             | 香港區亞軍                     |              |
| 1977年          | 華僑日報                          |                          | 最有前途新人獎                 |              |
| 1983年          | 第7屆香港金唱片頒獎典禮           | 風繼續吹                 | 金唱片                         |              |
| 1984年          | 第7屆十大中文金曲頒獎典禮         | Monica                   | 十大中文金曲                   |              |
| 1984年          | 第2屆十大勁歌金曲頒獎典禮         | Monica                   | 十大勁歌金曲                   |              |
| 1984年          | 第5屆中文歌曲擂台頒獎典禮（商台） |                          | 歌曲大獎                       |              |
| 1985年          | 第8屆十大中文金曲頒獎典禮         | 不羈的風                 | 十大中文金曲                   |              |
| 1985年          | 第3屆十大勁歌金曲頒獎典禮         | 不羈的風                 | 十大勁歌金曲                   |              |
| 1985年          | 第6屆中文歌曲擂台頒獎典禮（商台） |                          | 歌曲大獎                       |              |
| 1985年          | 第9屆IFPI香港唱片銷量大獎         | Leslie                   | 白金唱片大獎（四白金）         |              |
| 1986年          | 第9屆十大中文金曲頒獎典禮         | 當年情                   | 十大中文金曲                   |              |
| 1986年          | 第4屆十大勁歌金曲頒獎典禮         | 當年情                   | 十大勁歌金曲                   |              |
| 1986年          | 第4屆十大勁歌金曲頒獎典禮         | 有誰共鳴                 | 金曲金獎                       |              |
| 1986年          | 第4屆十大勁歌金曲頒獎典禮         | 有誰共鳴                 | 十大勁歌金曲                   |              |
| 1986年          | 第7屆中文歌曲擂台頒獎典禮（商台） |                          | 歌曲大獎                       |              |
| 1987年          | 第9屆十大中文金曲頒獎典禮         | 無心睡眠                 | 十大中文金曲                   |              |
| 1987年          | 第9屆十大中文金曲頒獎典禮         | 無心睡眠                 | 最有創意歌曲獎（最佳原創歌曲） |              |
| 1987年          | 第9屆十大中文金曲頒獎典禮         | Summer Romance           | 全年銷量冠軍大獎（七白金）     |              |
| 1987年          | 第9屆十大中文金曲頒獎典禮         | Summer Romance           | C D 鐳射大獎                   |              |
| 1987年          | 第5屆十大勁歌金曲頒獎典禮         | 無心睡眠                 | 金曲金獎                       |              |
| 1987年          | 第5屆十大勁歌金曲頒獎典禮         | 無心睡眠                 | 十大勁歌金曲                   |              |
| 1987年          | 第5屆十大勁歌金曲頒獎典禮         | 無心睡眠                 | 最佳編曲獎                     |              |
| 1987年          | 第8屆中文歌曲擂台頒獎典禮（商台） | 無心睡眠                 | 歌曲大獎                       |              |
| 1987年          | 第8屆中文歌曲擂台頒獎典禮（商台） | Summer Romance           | 大碟獎                         |              |
| 1988年          | 首屆叱吒樂壇流行榜頒獎典禮        |                          | 最受歡迎男歌手金獎             |              |
| 1988年          | 第11屆十大中文金曲頒獎典禮        | 沉默是金                 | 十大中文金曲                   | 作曲         |
| 1988年          | 第11屆十大中文金曲頒獎典禮        | 無需要太多               | 十大中文金曲                   |              |
| 1988年          | 第11屆十大中文金曲頒獎典禮        | IFPI大獎                 |                                |              |
| 1988年          | 第6屆十大勁歌金曲頒獎典禮         | 沉默是金                 | 十大勁歌金曲                   | 作曲         |
| 1988年          | 第6屆十大勁歌金曲頒獎典禮         | 貼身                     | 十大勁歌金曲                   |              |
| 1988年          | 第6屆十大勁歌金曲頒獎典禮         | 最受歡迎男歌星           |                                |              |
| 1988年          | 第12屆香港金唱片頒獎典禮          | Summer Romance           | 白金唱片大獎（七白金）         |              |
| 1988年          | 第12屆IFPI香港唱片銷量大獎        | Virgin Snow              | 本地白金唱片大獎               |              |
| 1988年          | 第7屆香港電影金像獎               | 倩女幽魂                 | 最佳電影歌曲提名               |              |
| 1989年 （退休） | 第2屆叱吒樂壇流行榜頒獎典禮       |                          | 最受歡迎男歌手金獎             |              |
| 1989年 （退休） | 第2屆叱吒樂壇流行榜頒獎典禮       | 側面                     | IFPI大獎                       | 擔任唱片監制 |
| 1989年 （退休） | 第7屆十大勁歌金曲頒獎典禮         | 由零開始                 | 十大勁歌金曲                   | 作曲         |
| 1989年 （退休） | 第7屆十大勁歌金曲頒獎典禮         | 最受歡迎男歌星           |                                |              |
| 1989年 （退休） | 第13屆IFPI香港唱片銷量大獎        | Hot Summer               | 本地白金唱片大獎               |              |
| 1989年 （退休） |                                   | 側面                     | 本地白金唱片大獎（六白金）     |              |
| 1989年 （退休） |                                   | Salute                   | 本地白金唱片大獎               |              |
| 1993年          | 第30屆台灣電影金馬獎              | 紅顏白髮                 | 最佳原創歌曲（最佳電影歌曲）   | 作曲         |
| 1994年          | 第13屆香港電影金像獎              | 紅顏白髮                 | 最佳電影歌曲提名               | 作曲         |
| 1994年          | 第31屆台灣電影金馬獎              | 追                       | 最佳電影歌曲提名               |              |
| 1995年 （復出） | 第18屆十大中文金曲頒獎典禮        | 寵愛                     | 全年最高銷量歌手大獎（六白金） | 退出領獎     |
| 1995年 （復出） | 第14屆香港電影金像獎              | 追                       | 最佳電影歌曲                   |              |
| 1995年 （復出） | 第32屆台灣電影金馬獎              | 夜半歌聲                 | 最佳電影歌曲提名               | 作曲         |
| 1996年          | 第15屆香港電影金像獎              | 夜半歌聲                 | 最佳電影歌曲提名               | 作曲         |
| 1996年          | 第33屆台灣電影金馬獎              | 有心人 當真就好          | 最佳電影歌曲提名               | 有心人作曲   |
| 1997年          | 第16屆香港電影金像獎              | 有心人                   | 最佳電影歌曲提名               | 作曲         |
| 1999年          | 第22屆十大中文金曲頒獎典禮        | 左右手                   | 十大中文金曲                   |              |
| 1999年          | 第22屆十大中文金曲頒獎典禮        | Monica                   | 20世紀百年十大金曲             |              |
| 1999年          | 第22屆十大中文金曲頒獎典禮        | 香港樂壇最高成就──金針獎 |                                |              |
| 1999年          | 第12屆叱吒樂壇流行榜頒獎典禮      | 左右手                   | 至尊歌曲大獎                   |              |
| 1999年          | 第17屆十大勁歌金曲頒獎典禮        |                          | 榮譽大獎                       |              |
| 1999年          | 第5屆新城勁爆頒獎禮               | 左右手                   | 年度歌曲大獎 十大勁爆歌曲      |              |
| 2000年          | 第23屆十大中文金曲頒獎典禮        | 大熱                     | 十大中文金曲                   | 作曲         |
| 2000年          | 第18屆十大勁歌金曲頒獎典禮        |                          | 致敬大獎                       |              |
| 2000年          | 第18屆十大勁歌金曲頒獎典禮        | Untitled                 | 四台聯頒音樂大獎 大碟獎        | 擔任唱片監制 |
| 2000年          | 首屆雪碧中國原創音樂流行榜        |                          | 千禧全國成就大獎               |              |
| 2000年          | 首屆雪碧中國原創音樂流行榜        | 發燒（大熱）             | 港台十二大金曲                 | 作曲         |
| 2000年          | 香港作曲家及作詞家協會（CASH）    |                          | 首任音樂大使                   |              |
| 2000年          | 香港作曲家及作詞家協會（CASH）    | 我                       | 我至愛的中文金曲冠軍           | 作曲         |
| 2000年          | 明報周刊演藝動力大獎              | 路過蜻蜓                 | 最突出男歌手                   |              |
| 2000年          | 明報周刊演藝動力大獎              | 熱情演唱會               | 致敬大獎                       | 擔任藝術總監 |
| 2000年          | 第2屆CCTV-MTV音乐盛典             |                          | 亞洲最傑出藝人大獎             |              |
| 2001年          | CASH金帆音樂獎                    | 挪亞方舟                 | 譜寫主題歌                     |              |
| 2001年          | 香港作曲家及作詞家協會（CASH）    |                          | 第二任音樂大使                 |              |
| 2001年          | 首屆華語流行樂傳媒大獎            |                          | 最佳流行男歌手獎               |              |
| 2001年          | 首屆華語流行樂傳媒大獎            | 熱情演唱會               | 最佳演唱會獎                   | 擔任藝術總監 |
| 2001年          | 首屆華語流行樂傳媒大獎            | 路過蜻蜓                 | 傳媒大獎 十大華語歌曲          |              |
| 2002年          | 第25屆十大中文金曲頒獎典禮        |                          | 金曲銀禧榮譽大獎               |              |
| 2003年          | 第3屆CASH金帆音樂獎               | 這麼遠，那麼近           | 最佳另類作品獎                 | 作曲         |
| 2003年          | 第3屆華語流行樂傳媒大獎           | 這麼遠，那麼近           | 十大華語歌曲                   | 作曲         |

## 電影奖项
| 年份   | 頒發機構                                           | 作品             | 榮譽             |
| ------ | -------------------------------------------------- | ---------------- | ---------------- |
| 1980年 | 英聯邦電影電視節                                   | 我家的女人       | 最佳表演獎       |
| 1983年 | 第2屆香港電影金像獎                                | 烈火青春         | 最佳男主角提名   |
| 1988年 | 第7屆香港電影金像獎                                | 英雄本色II       | 最佳男主角提名   |
| 1989年 | 第8屆香港電影金像獎                                | 胭脂扣           | 最佳男主角提名   |
| 1991年 | 第10屆香港電影金像獎                               | 阿飛正傳         | 最佳男主角       |
| 1991年 | 第28屆金馬獎                                       | 阿飛正傳         | 最佳男主角提名   |
| 1991年 | 第36屆亞太影展                                     | 阿飛正傳         | 最佳男主角提名   |
| 1993年 | 第46屆法國坎城影展                                 | 霸王別姬         | 最佳男主角提名   |
| 1993年 | 第4屆中國電影表演藝術學會獎                        |                  | 特別貢獻獎       |
| 1993年 | 東京國際電影節                                     |                  | 擔任評委         |
| 1994年 | 第4屆日本影評人協會大獎                            | 霸王別姬         | 最佳外語片男主角 |
| 1994年 | 第51屆威尼斯國際電影節                             | 東邪西毒         | 最佳男演員提名   |
| 1994年 | 東京電影評論家大獎 紀念世界電影誕生100週年電影評獎 | 霸王別姬         | 最佳男主角       |
| 1994年 | 首屆香港電影評論學會大獎                           | 東邪西毒         | 最佳男主角       |
| 1995年 | 第14屆香港電影金像獎                               | 金枝玉葉         | 最佳男主角提名   |
| 1996年 | 第49屆法國坎城影展                                 | 風月             | 最佳男主角提名   |
| 1996年 | 第33屆金馬獎                                       | 風月             | 最佳男主角提名   |
| 1996年 | 第33屆金馬獎                                       | 全球十大華語影星 |                  |
| 1997年 | 第16屆香港電影金像獎                               | 色情男女         | 最佳男主角提名   |
| 1997年 | 第34屆金馬獎                                       | 春光乍洩         | 最佳男主角提名   |
| 1998年 | 柏林國際電影節                                     |                  | 擔任評委         |
| 1998年 | 第17屆香港電影金像獎                               | 春光乍洩         | 最佳男主角提名   |
| 2000年 | 第37屆金馬獎                                       | 鎗王             | 最佳男主角提名   |
| 2002年 | 第39屆金馬獎                                       | 異度空間         | 最佳男主角提名   |
| 2002年 | 明報周刊 演藝動力大獎                              | 異度空間         | 最突出電影男演員 |
| 2003年 | 第22屆香港電影金像獎                               | 異度空間         | 最佳男主角提名   |

## 傳媒
| 年份   | 頒發機構     | 獎項                                        |
| ------ | ------------ | ------------------------------------------- |
| 1984年 | 華僑日報     | 十大最受歡迎藝人                            |
| 1986年 | 香港電台     | 演藝十大當紅人物                            |
| 1987年 | 香港電台     | 演藝十大當紅人物                            |
| 1989年 | 韓國傳媒     | 亞洲十大最受歡迎藝人 最受歡迎外國影星第一位 |
| 1989年 | 商業電台     | 十大靚人榜首                                |
| 1990年 | 香港電台     | 八十年代十大演藝紅人                        |
| 1991年 | 商業電台     | 十大健康形象                                |
| 1994年 | 韓國傳媒     | 最受歡迎外國影星 第一位                     |
| 1996年 | 香港傳媒     | 香港四大絕色榜首                            |
| 1996年 | 日本ASIA POP | 人氣最旺大獎 最佳藝人大獎                   |
| 2000年 | 雅虎日本     | 外國明星人氣榜第一位                        |
| 2000年 | 香港電台     | 九十年代十大演藝紅人榜首 千禧十大紅人榜首   |
| 2000年 | 香港傳媒     | 香港四大絕色榜首                            |
| 2004年 | 香港君子雜誌 | 香港市民心目中的五大成功人士                |
| 2010年 | 香港電台     | “港人愛香港的理由”第一位（有張國榮）        |

## 逝世後的獎項及殊榮
- 2003年
  - 第3屆華語流行樂傳媒大獎“終身成就獎”。

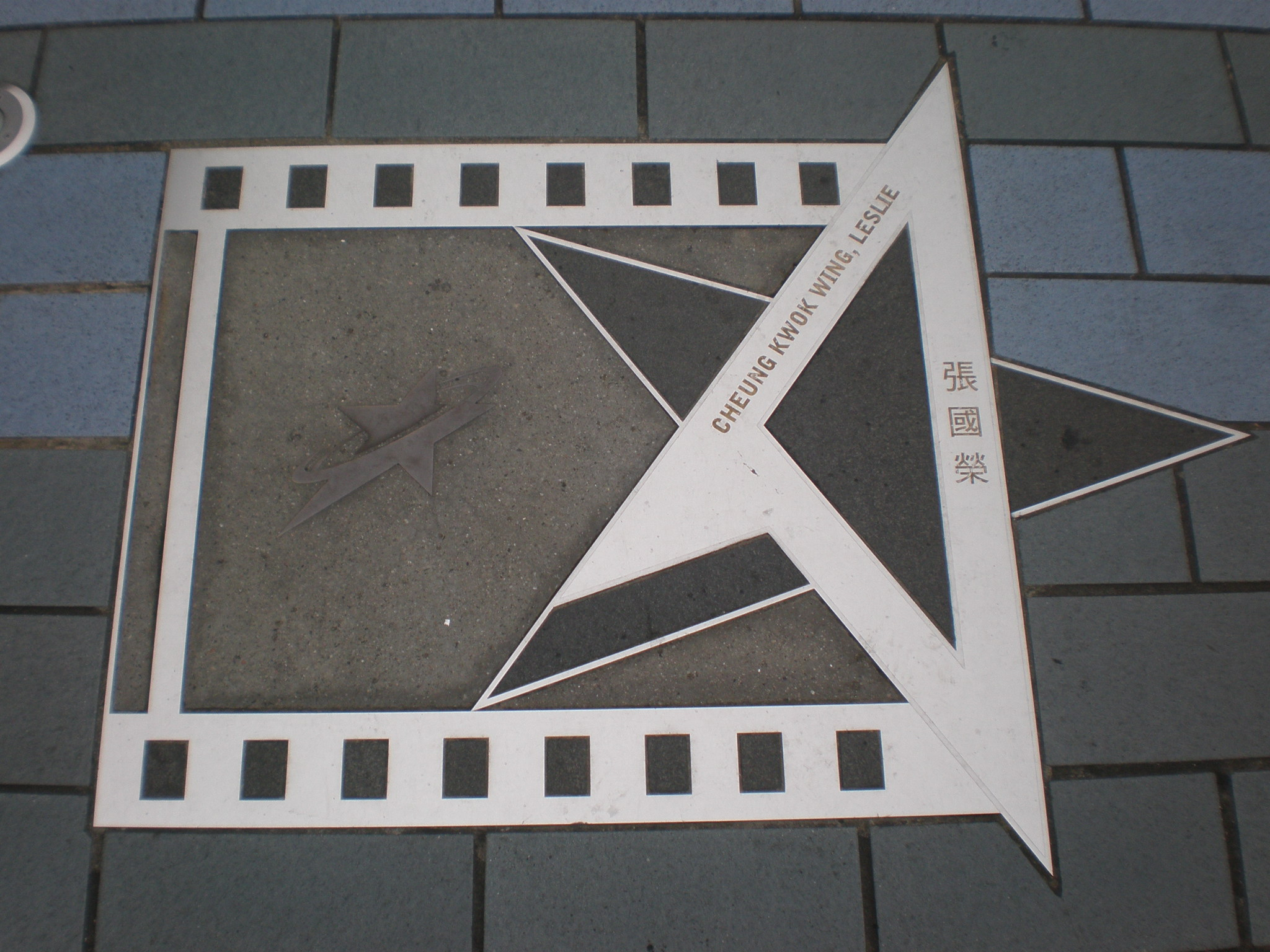
張國榮的芳名印於香港星光大道的紀念牌匾上

  - 國內17家媒體與新浪網共同推出大型公眾調查：中國二十世紀十大文化偶像，張國榮名列第七位。
  - 韓國電影頻道聯同21家電影網合作舉辦：百大影星票選，張國榮名列海外影星第一位。
- 2004年
  - 獲第23屆香港電影金像獎追頒“演藝光輝永恆大獎”。
  - 獲選香港市民心目中的五大成功人士。
- 2005年
  - 香港電影金像獎評選 百年百部最佳華語片，張國榮有八部電影作品入選，居華人演員之冠。
  - 由香港電影金像獎協會等機構合作舉辦：中國電影一百年票選活動， 張國榮當選“中國電影一百年最喜愛的男演員”，其所主演的電影共五部獲選為“十大最喜愛電影”之列，《霸王别姬》、《阿飛正傳》分列第一位、第二位。
  - 入選中國電影表演藝術學會評選“中國電影百年百位優秀演員”。
  - 香港郵政於11月8日推出《香港流行歌星》郵品系列，張國榮成為獲致敬的歌手。
  - 《霸王別姬》入選美國《時代》百大不朽電影。
  - 香港電影金像獎25週年銀禧紀念，張國榮以近半數的高得票率當選“銀禧影帝”。
- 2006年：日本公共電視臺NHK舉辦日本最受歡迎演員票選，張國榮當選“國際十佳演員”，其他上榜演員：湯姆克魯斯、強尼戴普等。
- 2007年：韓國首爾《第一屆忠武路國際電影節》，播映來自32國經典作品予以致敬，其中有張國榮《烈火青春》、費雯麗《亂世佳人》、卓別林等一系列作品。
- 2009年：中國最大的綜合性辭典《辭海》將張國榮作為詞條收入其中。
- 2010年
  - 香港電台《愛香港的理由》票選結果揭曉，第一名的理由是「有張國榮」。
  - 香港電影評論學會評選 十大香港電影 ，張國榮主演的電影有五部入選，居香港演員之冠。
  - 美國有線電視新聞網（CNN）評選「史上最偉大的二十五位亞洲演員」，張國榮位列其中。
  - 美國CNN舉辦“香港影壇19位最俊美的男星”票選 ，張國榮以性感優雅的氣質榮登榜首。
  - IFPI香港唱片銷量頒獎：《最红》獲 2009年全年最高銷量廣東唱片大獎 。（僅10天內創4白金銷量）
  - 美國CNN評選過去50年裡全球音樂代表人物 ，張國榮和鄧麗君作為僅有的兩位華人歌手入選前二十名。張國榮被票選為第三，前五名分別為：麥可·傑克遜、披頭四、張國榮、貓王和雷鬼樂之父鮑勃馬利。